# 马尔西耶罗贝尔
马尔西耶罗贝尔（法語：Marcillé-Robert，法語發音：[maʁsije ʁɔbɛʁ]）是法国伊勒-维莱讷省的一个市镇，位于该省东南部，属于富热尔-维特雷区。

## 地理
马尔西耶罗贝尔（47°57'0"N, 1°21'40"W）面积20.3 平方千米，位于法国布列塔尼大區伊勒-维莱讷省，该省份为法国西北部沿海省份，位于布列塔尼半岛东部，北濒大西洋，西接阿摩尔滨海省和莫尔比昂省，南至大西洋卢瓦尔省，西南端接曼恩-卢瓦尔省，东临马耶讷省，东北与芒什省接壤。
与马尔西耶罗贝尔接壤的市镇（或旧市镇、城区）包括：穆兰、勒捷、拜镇、布瓦特吕当、埃塞、布列塔尼地区勒泰伊、维塞什。

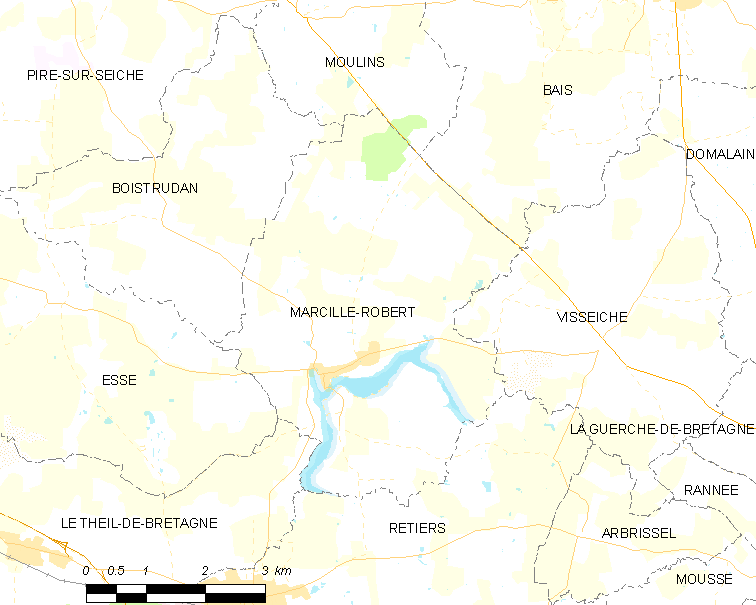
马尔西耶罗贝尔的OSM定位图

马尔西耶罗贝尔的时区为UTC+01:00、UTC+02:00（夏令时）。

## 行政
马尔西耶罗贝尔的邮政编码为35240，INSEE市镇编码为35165。

## 政治
马尔西耶罗贝尔所属的省级选区为布列塔尼地区拉盖尔什县。

## 人口

1962-2008年间马尔西耶罗贝尔人口变化图示

马尔西耶罗贝尔于2022年1月1日时的人口数量为994人。